# Hirokazu Nakaima
Hirokazu Nakaima (仲井眞 弘多, Nakaima Hirokazu) est un homme politique japonais né le 19 août 1939 à Osaka. Il exerce comme gouverneur de la préfecture d'Okinawa de 2006 à 2014.